# Воррен Бірмінгем
Воррен Бірмінгем (англ. Warren Birmingham, 22 серпня 1962) — австралійський хокеїст на траві.
Срібний призер Олімпійських Ігор 1992 року, учасник 1988 року.